# جورج كريستيان أونغر
جورج كريستيان أونغر (بالألمانية: Georg Christian Unger)‏ هو مهندس معماري ألماني، ولد في 25 مايو 1743 في بايرويت في ألمانيا، وتوفي في 20 فبراير 1799 في برلين في ألمانيا.